# لجن‌ماهی المپیک
لجن‌ماهی المپیک (نام علمی: Novumbra hubbsi) نام یک گونه از تیره لجن‌ماهیان است.